# Brit Awards de 2017
O Brit Awards de 2017 foi realizado em 22 de fevereiro de 2017 e foi a 37ª edição do prêmio anual de música pop da British Phonographic Industry. A cerimônia de premiação foi realizada no The O2 Arena, em Londres. Emma Willis apresentou o The BRITs Are Coming, programa que revelou os indicados deste ano, o qual, pela primeira vez, foi transmitido ao vivo, em 14 de janeiro de 2017. Ao cantor Robbie Williams foi dado o prêmio Brits Icon Award em novembro de 2016, no The Troxy Theatre em Londres. A falecida Zaha Hadid projetou a estatueta do Brit Awards, dada aos vencedores.
Em 13 de janeiro de 2017 foi confirmado que a estrela do YouTube Caspar Lee seria a Apresentadora Digital do BRITs. Originalmente, o cantor Michael Bublé iria apresentar a premiação mas desistiu, em 18 de janeiro de 2017, após seu filho ser diagnosticado com um câncer de fígado, afirmando estar "determinado a concentrar-se na recuperação do filho". Em 31 de janeiro de 2017, foi confirmado que Dermot O'Leary e Emma Willis apresentariam a cerimônia, substituindo Bublé. Alice Levine, Clara Amfo e Laura Jackson fizeram a cobertura do Tapete Vermelho e dos Bastidores, no canal ITV2.
A cerimônia contou com uma homenagem ao falecido cantor George Michael, a qual foi apresentada pelo ex-mebro da dupla pop britânica Wham!, Andrew Ridgeley, ao lado das colegas da dupla, Helen "Pepsi" DeMacque e Shirlie Holliman. O vocalista da banda britânica Coldplay, Chris Martin, cantou "A Different Corner" na homenagem.

## Performances
| Artista                     | Canção                                                           | Apresentado por                             |
| The BRITs Are Coming        | The BRITs Are Coming                                             | The BRITs Are Coming                        |
| --------------------------- | ---------------------------------------------------------------- | ------------------------------------------- |
| Craig David                 | "Nothing Like This" "Ain't Giving Up"                            | Emma Willis                                 |
| Calum Scott                 | "Dancing On My Own"                                              | Emma Willis                                 |
| Christine and the Queens    | "Tilted"                                                         | Emma Willis                                 |
| Rag'n'Bone Man              | "Human"                                                          | Emma Willis                                 |
| Premiação                   |                                                                  |                                             |
| Little Mix                  | "Shout Out to My Ex"                                             | —                                           |
| Bruno Mars                  | "That's What I Like"                                             | Dermot O'Leary Emma Willis                  |
| Emeli Sandé                 | "Hurts"                                                          | Dermot O'Leary Emma Willis                  |
| The 1975                    | "The Sound"                                                      | Dermot O'Leary                              |
| Chris Martin George Michael | Homenagem a George Michael "A Different Corner"                  | Andrew Ridgeley Pepsi Demacque Shirlie Kemp |
| Katy Perry Skip Marley      | "Chained to the Rhythm"                                          | Emma Willis                                 |
| Skepta                      | "Shutdown"                                                       | Dermot O'Leary Emma Willis                  |
| The Chainsmokers Coldplay   | "Something Just Like This"                                       | Dermot O'Leary Emma Willis                  |
| Ed Sheeran                  | "Castle on the Hill" Shape of You (Stormzy Remix)" (com Stormzy) | Dermot O'Leary Emma Willis                  |
| Robbie Williams             | "The Heavy Entertainment Show" "Love My Life" "Mixed Signals"    | Dermot O'Leary Emma Willis                  |

Notas
1. ↑  Imagens de vídeo.

## Vencedores e nomeados
Os indicados foram anunciados em 14 de janeiro de 2017.
| Cantor Britânico (apresentado por Zane Lowe) | Cantora Britânica (apresentado por David Tennant) |
| --- | --- |
| - David Bowie (póstumo) - Craig David - Skepta - Kano - Michael Kiwanuka | - Emeli Sandé - Ellie Goulding - Lianne La Havas - Anohni - Nao |
| Grupo Britânico (apresentado por Maisie Williams e Romesh Ranganathan) | Grupo Internacional (apresentado por Alice Levine, Clara Amfo & Laura Jackson) |
| - The 1975 - Bastille - Biffy Clyro - Radiohead - Little Mix | - A Tribe Called Quest - Drake e Future - Kings of Leon - Nick Cave and the Bad Seeds - Twenty One Pilots |
| Revelação Britânica (apresentado por Nick Grimshaw e Rita Ora) | Escolha da Crítica (apresentado por Emeli Sandé no The BRITs Are Coming) |
| - Rag'n'Bone Man - Anne-Marie - Skepta - Blossoms - Stormzy | - Rag'n'Bone Man - Anne-Marie - Dua Lipa |
| Álbum Britânico do Ano (apresentado por Noel Gallagher) | Single Britânico (apresentado por Holly Willoughby e Fearne Cotton) |
| - David Bowie – Blackstar (póstumo) - The 1975 – I Like It When You Sleep, for You Are So Beautiful yet So Unaware of It - Kano – Made in the Manor - Michael Kiwanuka – Love & Hate - Skepta – Konnichiwa | - Little Mix – "Shout Out to My Ex" - Zayn – "Pillowtalk" - Clean Bandit com part. de Sean Paul e Anne-Marie) – "Rockabye" - Tinie Tempah com part. de Zara Larsson) – "Girls Like" - Jonas Blue com part. de Dakota) – "Fast Car" - James Arthur – "Say You Won't Let Go" - Alan Walker – "Faded" - Coldplay – "Hymn for the Weekend" - Calum Scott - "Dancing On My Own" - Calvin Harris com part. de Rihanna) – "This Is What You Came For" |
| Cantor Internacional (apresentado por Clara Amfo, Alice Levine e Laura Jackson) | Cantora Internacional (apresentado por Alice Levine, Clara Amfo e Laura Jackson) |
| - Drake - Bon Iver - Bruno Mars - Leonard Cohen - The Weeknd | - Beyoncé - Christine and the Queens - Rihanna - Sia - Solange |
| Vídeo Britânico do Ano (apresentado por Nicole Scherzinger e Simon Cowell) | Prêmio Sucesso Global (apresentado por Naomi Campbell e Jonathan Ross) |
| - One Direction – "History" - Coldplay – "Hymn for the Weekend" - James Arthur – "Say You Won't Let Go" - Little Mix com part. de Sean Paul) – "Hair" - Zayn – "Pillowtalk"                                | Adele |
| Prêmio Ícone (apresentado por Take That) | |
| Robbie Williams | |

Notas
1. ↑  Apresentado por Take That em 7 de novembro de 2016, no The Troxy, em Londres, Inglaterra, durante um show especial em comemoração ao prêmio.